# Ferreux-Quincey
Ferreux-Quincey is een gemeente in het Franse departement Aube in de regio Grand Est. De plaats maakt deel uit van het arrondissement Nogent-sur-Seine.
In de gemeente en in de buurgemeente Saint-Aubin ligt de voormalige Abdij van Le Paraclet. Petrus Abaelardus stichtte de Abdij van Le Paraclet op een terrein dat hij in 1107 van de graaf van Champagne had gekregen. Héloïse werd de eerste abdis van dit klooster van benedictinessen. Na hun dood werden Abaelardus en Héloïse begraven in de abdijkerk. De abdij werd herbouwd in de 17e en de 18e eeuw. In 1792 werd de abdij gesloten en de abdijkerk werd afgebroken. Nog voor de Franse Revolutie waren de resten van Abaelardus en Héloïse verplaatst naar de kerk van Nogent-sur-Seine waar ze een gezamenlijk graf kregen. Van de abdij zijn nog verschillende gebouwen uit de 17e en de 18e eeuw bewaard gebleven.

## Geografie
De oppervlakte van Ferreux-Quincey bedraagt 15,4 km², de bevolkingsdichtheid is 21,9 inwoners per km².
De onderstaande kaart toont de ligging van Ferreux-Quincey met de belangrijkste infrastructuur en aangrenzende gemeenten.

## Demografie
Onderstaande figuur toont het verloop van het inwonertal (bron: INSEE-tellingen).

Vanwege een beveiligingsprobleem met de MediaWiki Graph-software is het momenteel niet mogelijk deze grafiek weer te geven. Zodra de software is bijgewerkt zal de grafiek vanzelf weer zichtbaar worden.
Barbuise · Bouy-sur-Orvin · Courceroy · Ferreux-Quincey · Fontaine-Mâcon · Fontenay-de-Bossery · Gumery · La Louptière-Thénard · Marnay-sur-Seine · Le Mériot · Montpothier · La Motte-Tilly · Nogent-sur-Seine · Périgny-la-Rose · Plessis-Barbuise · Pont-sur-Seine · Saint-Aubin · Saint-Nicolas-la-Chapelle · La Saulsotte · Soligny-les-Étangs · Traînel · La Villeneuve-au-Châtelot · Villenauxe-la-Grande